# Martha Washington (comics)
Pour les articles homonymes, voir Washington.
Ne doit pas être confondu avec Martha Washington.
 (janvier 2018).
Si vous disposez d'ouvrages ou d'articles de référence ou si vous connaissez des sites web de qualité traitant du thème abordé ici, merci de compléter l'article en donnant les références utiles à sa vérifiabilité et en les liant à la section « Notes et références ».
Martha Washington est un personnage de bande dessinée créé par l'Américain Frank Miller (scénario) et le Britannique Dave Gibbons (dessin) dans la mini-série de comic books Le Rêve américain (Give Me Liberty) en 1990. Cette Afro-Américaine travaillant pour la force de paix PAX (l'armée régulière des États-Unis) apparaît dans plusieurs autres bandes dessinées entre 1995 et 2007.

## Biographie fictive
Martha Washington naît le 11 mars 1995 dans un quartier pauvre de Chicago. Elle grandit dans des États-Unis qui rentrent dans une période dystopique et sont divisés entre plusieurs factions extrémistes. S'engageant dans la PAX, elle fait ses preuves au combat en déjouant de multiples complots dans la guerre civile qui secoue son pays. En se joignant à une organisation de scientifiques qui veut mettre fin à la guerre, elle joue un rôle important dans la fin de celle-ci. 
Alors qu'elle est envoyée en mission dans l'espace, elle « sauve le monde » d'une intelligence artificielle qui en avait pris subrepticement le contrôle et participe à un premier contact avec une forme de vie extraterrestre.
Elle meurt le 11 mars 2095 à 100 ans alors qu'elle combat lors d'une dernière bataille.

## Mini-séries

### Le Rêve américain
Le Rêve américain (Give Me Liberty) est une bande dessinée de Dave Gibbons (dessin) et Frank Miller (scénario) publiée en une mini-série de quatre comic books par Dark Horse Comics en 1990. Les quatre volumes ont été publiés en France en 1990-1991 par Zenda sous le titre Liberty.
1. Jungles (juin 1990)
2. Déserts (septembre 1990)
3. Forêts (novembre 1990)
4. Frontières (avril 1991)

Une intégrale des quatre tomes de Give Me Liberty est parue chez Delcourt sous le titre Le Rêve américain en juin 2010.

### Martha Washington sauve le monde
Martha Washington sauve le monde est paru chez Delcourt en janvier 1999 et contient les épisodes "Martha Washington Saves the World" #1 à 3, parus aux États-Unis entre décembre 1997 et février 1998.
Une réédition est parue chez Delcourt en mai 2011 sous le titre La Paix retrouvée.

### Temps de guerre
Temps de guerre est paru en décembre 2010 et reprend les épisodes 1 à 5 de "Martha Washington Goes to War" (initialement publiés en deux volumes et en français par Dark Horse France) auxquels s'ajoutent les histoires suivantes : "Collateral Damage", "Insubordination" et "Logistics".

## Prix et récompenses
- 1991 : Prix Eisner de la meilleure mini-série pour Le Rêve américain[3].

### Documentation
- Olivier Mimran, « Martha Washington, t. 1 : une icône est née », dBD, no 44,‎ juin 2010, p. 86.